# Christoph Grabenwarter

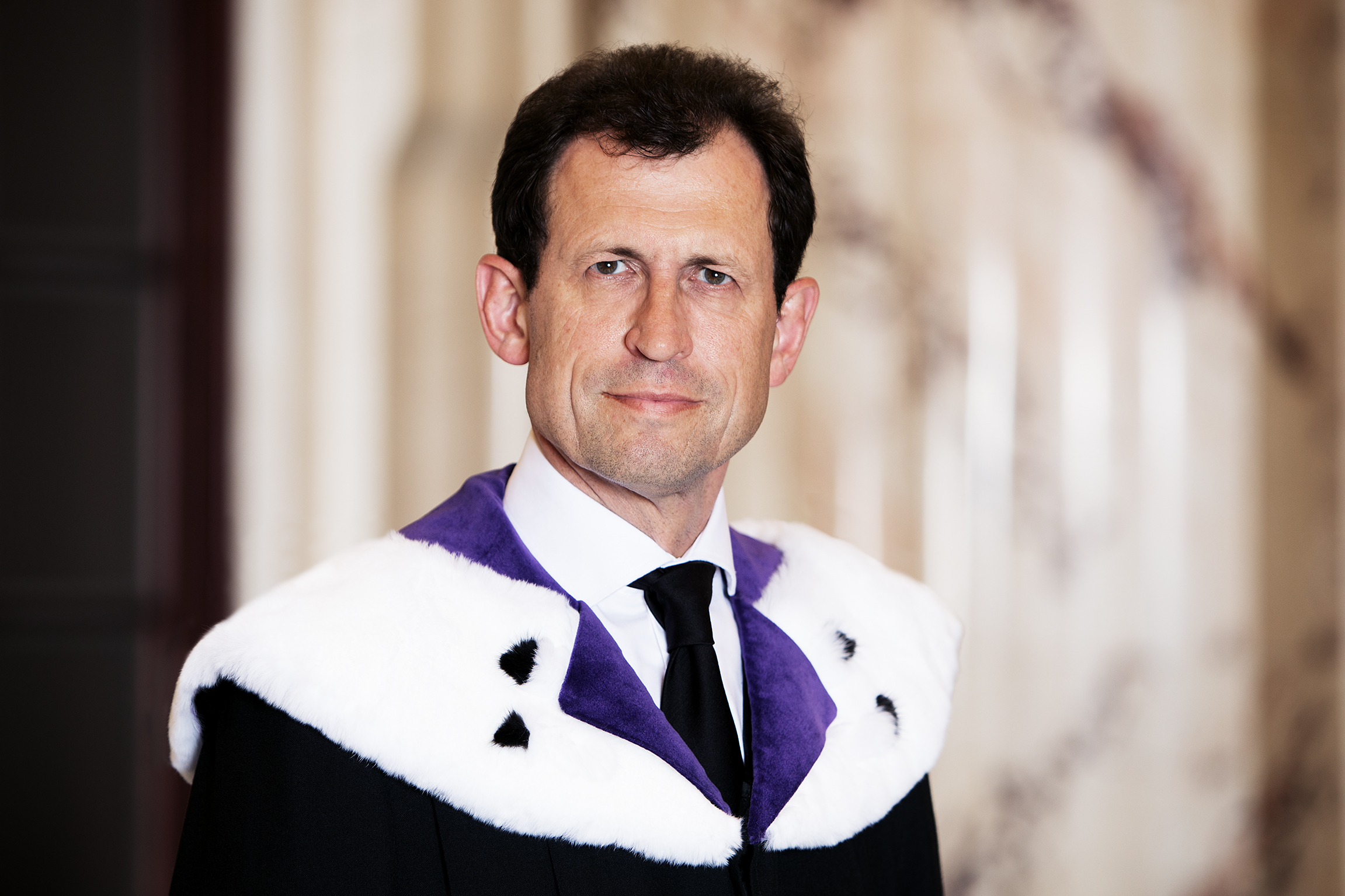
Christoph Grabenwarter (2020)

Christoph Grabenwarter (* 4. August 1966 in Bruck an der Mur) ist ein österreichischer Rechtswissenschaftler, Universitätsprofessor und Verfassungsrichter. Seit dem 19. Februar 2020 leitet er als Präsident den österreichischen Verfassungsgerichtshof. Zuvor war er ab 2018 Vizepräsident und ab 2005 Mitglied des Gerichtshofs.

## Ausbildung und Werdegang
Nach Bestehen der Reifeprüfung an der Höheren Internatsschule des Bundes Graz-Liebenau 1984 studierte Grabenwarter Rechts- sowie Handelswissenschaft an der Universität Wien und schloss die Studien 1988 als Mag. iur. beziehungsweise 1989 als Mag. rer. soc. oec. ab. Im Anschluss promovierte er in beiden Wissenschaften: 1991 zum Dr. iur. und 1994 zum Dr. rer. soc. oec. Von 1988 bis 1997 war er an der Universität zudem als Universitätsassistent bei Günther Winkler tätig. 1997 folgte ebendort seine Habilitation mit der venia legendi für Verfassungsrecht, Verwaltungsrecht und Rechtsvergleichung im Öffentlichen Recht.
Von 1997 bis 1999 war Grabenwarter dann zunächst als Gastprofessor an der Universität Linz tätig, bevor er 1999 Professor für Öffentliches Recht an der Universität Bonn wurde. 2002 folgte er einem Ruf auf den Lehrstuhl für Vergleichendes und Europäisches Öffentliches Recht und Wirtschaftsrecht an der Universität Graz. 2006 wechselte er als Universitätsprofessor für Öffentliches Recht an das Institut für Österreichisches und Europäisches Öffentliches Recht der Wirtschaftsuniversität Wien. Seit 2008 ist er an der Wirtschaftsuniversität Wien Inhaber des Lehrstuhls für Öffentliches Recht, Wirtschaftsrecht und Völkerrecht am Institut für Europarecht und Internationales Recht sowie dessen stellvertretender Institutsvorstand.
Seit 2005 ist Christoph Grabenwarter Richter am österreichischen Verfassungsgerichtshof. Am 23. Februar 2018 wurde Christoph Grabenwarter auf Vorschlag der Bundesregierung von Bundespräsident Alexander Van der Bellen als Vizepräsident des Verfassungsgerichtshofs angelobt. Nachdem die damalige VfGH-Präsidentin Brigitte Bierlein am 2. Juni 2019 von Bundespräsident Van der Bellen als Übergangs-Bundeskanzlerin vorgeschlagen worden war und daraufhin ihr Amt am Verfassungsgerichtshof zurücklegte, übernahm Christoph Grabenwarter gemäß § 3 Abs. 4 iVm Abs. 2 VfGG als ihr Stellvertreter interimistisch die Führung des VfGH. Am 12. Februar 2020 beschloss die Bundesregierung schließlich, dem Bundespräsidenten Christoph Grabenwarter als Präsident des Verfassungsgerichtshofs vorzuschlagen. Er wurde am 19. Februar 2020 von Bundespräsident Alexander Van der Bellen zum Präsidenten des Verfassungsgerichtshofs ernannt und angelobt. Im Jänner 2022 wurde bekannt, dass sowohl seiner Bestellung zum Vizepräsidenten als auch seinem Aufstieg zum Präsidenten des VfGH Sideletter der türkisblauen bzw. der türkisgrünen Koalition vorangingen, in denen seine Nominierung jeweils der ÖVP zugeschrieben wurde. Schon zuvor wurde er wiederholt mit der ÖVP in Verbindung gebracht, er selbst lehnt jedoch die Bezeichnung „ÖVP-nah“ ab.
Daneben ist Christoph Grabenwarter seit 2014 Mitglied des Beratenden Expertenausschusses für die Kandidaten zur Wahl der Richter am Europäischen Gerichtshof für Menschenrechte in Straßburg (seit Jänner 2018 als dessen stellvertretender Vorsitzender) sowie seit 2006 österreichisches Mitglied (2015 bis 2017 Vizepräsident, seit 2023 Vorsitzender der Unterkommission für Verfassungsgerichtsbarkeit) der Venedig-Kommission des Europarates. Im akademischen Jahr 2018/19 war Christoph Grabenwarter Fellow am Wissenschaftskolleg zu Berlin, wo er sich als Forscher mit dem zentralen Arbeitsvorhaben „Funktionsbedingungen der Verfassungsgerichtsbarkeit“ beschäftigte. Seit 2022 ist er Honorarprofessor an der Eötvös-Loránd-Universität Budapest.
Grabenwarter ist Mitglied der Jury der Margaretha Lupac-Stiftung für Parlamentarismus und Demokratie zur Vergabe des Demokratiepreises und des Wissenschaftspreises, womit Arbeiten ausgezeichnet werden, welche die Funktionsweise und die Grundwerte der österreichischen Republik fördern und darüber hinaus auch Forschungsarbeiten unterstützt werden, die sich mit der Geschichte und Entwicklung des österreichischen Parlamentarismus auseinandersetzen. Seit 2023 ist Grabenwarter auch Vorsitzender des Vorstands der Stiftung Forum Verfassung, welche zur Vermittlung von Wissen und zur Bewusstseinsbildung in Angelegenheiten der österreichischen Bundesverfassung und der Verfassungsgerichtsbarkeit eingerichtet wurde.

## Privatleben
Christoph Grabenwarter ist mit einer Notarin verheiratet und Vater von zwei Töchtern. Seine Freizeit verbringt er häufig in den Bergen.

## Werk (Auswahl)
- Verfahrensgarantien in der Verwaltungsgerichtsbarkeit. Eine Studie zu Artikel 6 EMRK auf der Grundlage einer rechtsvergleichenden Untersuchung der Verwaltungsgerichtsbarkeit Frankreichs, Deutschlands und Österreichs, Wien 1997, zugl. Habil.-Schrift, Univ. Wien 1996/97, ISBN 3-211-83066-9.
- Öffentliches Recht - Subjektive Rechte und Verwaltungsrecht. Gutachten (= Verhandlungen des 16. Österreichischen Juristentages). Manz, Wien 2006, ISBN 978-3-214-10954-7.
- Europäischer Grundrechteschutz. 2. Auflage. facultas, Nomos, Wien, Baden-Baden 2021, ISBN 978-3-7089-1963-8.
- Mit Katharina Pabel: Europäische Menschenrechtskonvention (= Juristische Kurzlehrbücher). 7. Auflage. C. H. Beck, Wien 2021, ISBN 978-3-406-75106-6.
- mit Otto Depenheuer als Herausgeber:
  - Verfassungstheorie, Mohr Siebeck, Tübingen 2010, ISBN 978-3-16-150631-4.
  - Der Staat in der Flüchtlingskrise. Zwischen gutem Willen und geltendem Recht. Schöningh, Paderborn 2016, ISBN 978-3-506-78536-7.
- mit Martin Schauer: Introduction to the Law of Austria. 1. Auflage. Kluwer Law International, Alphen aan den Rijn 2015, ISBN 978-90-411-4679-3.
- mit Stefan Leo Frank: Bundes-Verfassungsgesetz und Grundrechte B-VG (= Kurzkommentare). 2. Auflage. Manz, Wien 2025, ISBN 978-3-214-26065-1.
- mit Michael Holoubek: Verfassungsrecht. Allgemeines Verwaltungsrecht. 5. Auflage. facultas, Wien 2022, ISBN 978-3-7089-2272-0.
- Heinz Fischer, Josef Pauser, Christoph Grabenwarter (Hrsg.): Texte zur österreichischen Verfassungsgeschichte. Von der Verfassung 1848 bis zur heutigen Bundesverfassung. 1. Auflage. Verlag Österreich, Wien 2023, ISBN 978-3-7046-8996-2.
- mit Georg Kodek, Katharina Pabel, Martin Spitzer: Einführung in die Rechtswissenschaften. 7. Auflage. facultas, Wien 2024, ISBN 978-3-7089-2508-0.

- mit Mathis Fister: Verwaltungsverfahrensrecht und Verwaltungsgerichtsbarkeit. 8. Auflage. Österreich, Wien 2025, ISBN 978-3-7046-9598-7.